# Nenad Zimonjić
Nenad Zimonjić (ur. 4 czerwca 1976 w Belgradzie) – serbski tenisista, zwycięzca turniejów wielkoszlemowych w grze podwójnej i mieszanej, zdobywca Pucharu Davisa z 2010 roku, były lider rankingu światowego w grze podwójnej.
Dnia 24 maja 2008 roku poślubił w Belgradzie byłą modelkę, Minę Kneżević. 3 grudnia 2008 roku zostali rodzicami bliźniąt – syn otrzymał imię Leon, a młodsza o dwie minuty córka została nazwana Luna.

## Kariera tenisowa
W 1995 roku Zimonjić został tenisistą zawodowym. W grze pojedynczej najlepszym wielkoszlemowym wynikiem Serba był awans do III rundy Wimbledonu z 1999 roku. Wśród singlistów najwyżej sklasyfikowany był w marcu 1999 roku na 176. miejscu.
W grze podwójnej Serb wygrał 54 turnieje rangi ATP World Tour. Do jego największych osiągnięć zalicza się zwycięstwo razem z Kanadyjczykiem Danielem Nestorem w latach 2008 i 2009 w Wimbledonie i triumf w 2010 na French Open. W latach 2008 i 2010 Zimonjić wspólnie z Nestorem wygrali zawody ATP World Tour Finals, w których gra osiem najlepszych par z całego sezonu. Ponadto Serb jest przegrał 37 turniejów z cyklu ATP World Tour, w tym cztery wielkoszlemowe i jeden ATP World Tour Finals. Dnia 17 listopada 2008 roku został sklasyfikowany jako lider rankingu deblistów.
W grze mieszanej Zimonjić wygrał pięć turniejów wielkoszlemowych. W latach 2004 i 2008 wygrywał Australian Open, w latach 2006 i 2010 zwyciężał w Rolandzie Garrosie, a w 2014 roku triumfował na kortach Wimbledonu.
W 1995 roku debiutował w reprezentacji Jugosławii (od 2004 Serbii i Czarnogóry) w Pucharze Davisa. W roku 2010 zdobył, już jako reprezentant Serbii, mistrzostwo w rozgrywkach. Serbowie po drodze wyeliminowali USA, Chorwację, Czechy, a w finale Francję. W styczniu 2017 został kapitanem reprezentacji w turnieju.

### Finały w turniejach ATP World Tour
| Legenda                                      |
| -------------------------------------------- |
| Wielki Szlem                                 |
| Igrzyska olimpijskie                         |
| Tennis Masters Cup / ATP Finals              |
| ATP Masters Series / ATP Tour Masters 1000   |
| ATP International Series Gold / ATP Tour 500 |
| ATP International Series / ATP Tour 250      |

#### Gra mieszana (5–5)
| Końcowy wynik | Nr | Data             | Turniej                    | Nawierzchnia | Partnerka          | Przeciwnicy                           | Wynik finału      |
| ------------- | -- | ---------------- | -------------------------- | ------------ | ------------------ | ------------------------------------- | ----------------- |
| Zwycięzca     | 1. | 31 stycznia 2004 | Australian Open, Melbourne | Twarda       | Jelena Bowina      | Martina Navrátilová Leander Paes      | 6:1, 7:6(3)       |
| Finalista     | 1. | 10 września 2005 | US Open, Nowy Jork         | Twarda       | Katarina Srebotnik | Daniela Hantuchová Mahesh Bhupathi    | 4:6, 2:6          |
| Zwycięzca     | 2. | 11 czerwca 2006  | French Open, Paryż         | Ceglana      | Katarina Srebotnik | Jelena Lichowcewa Daniel Nestor       | 6:3, 6:4          |
| Finalista     | 2. | 10 czerwca 2007  | French Open, Paryż         | Ceglana      | Katarina Srebotnik | Nathalie Dechy Andy Ram               | 5:7, 3:6          |
| Zwycięzca     | 3. | 26 stycznia 2008 | Australian Open, Melbourne | Twarda       | Sun Tiantian       | Sania Mirza Mahesh Bhupathi           | 7:6(4), 6:4       |
| Finalista     | 3. | 7 czerwca 2008   | French Open, Paryż         | Ceglana      | Katarina Srebotnik | Wiktoryja Azaranka Bob Bryan          | 2:6, 6:7(4)       |
| Zwycięzca     | 4. | 6 czerwca 2010   | French Open, Paryż         | Ceglana      | Katarina Srebotnik | Jarosława Szwiedowa Julian Knowle     | 4:6, 7:6(5), 11–9 |
| Finalista     | 4. | 4 czerwca 2011   | French Open, Paryż         | Ceglana      | Katarina Srebotnik | Casey Dellacqua Scott Lipsky          | 6:7(6), 6:4, 7–10 |
| Finalista     | 5. | 5 czerwca 2014   | French Open, Paryż         | Ceglana      | Julia Görges       | Anna-Lena Grönefeld Jean-Julien Rojer | 6:4, 2:6, 7–10    |
| Zwycięzca     | 5. | 6 lipca 2014     | Wimbledon, Londyn          | Trawiasta    | Samantha Stosur    | Chan Hao-ching Maks Mirny             | 6:4, 6:2          |

#### Gra podwójna (54–37)
| Końcowy wynik | Nr  | Data                 | Turniej                    | Nawierzchnia    | Partner               | Przeciwnicy                          | Wynik finału                |
| ------------- | --- | -------------------- | -------------------------- | --------------- | --------------------- | ------------------------------------ | --------------------------- |
| Finalista     | 1.  | 14 lutego 1999       | San Jose                   | Twarda (hala)   | Ałeksandar Kitinow    | Todd Woodbridge Mark Woodforde       | 5:7, 7:6(3), 4:6            |
| Zwycięzca     | 1.  | 9 maja 1999          | Delray Beach               | Ceglana         | Maks Mirny            | Doug Flach Brian MacPhie             | 7:6(3), 3:6, 6:3            |
| Zwycięzca     | 2.  | 5 marca 2000         | Delray Beach               | Twarda          | Brian MacPhie         | Joshua Eagle Andrew Florent          | 7:5, 6:4                    |
| Finalista     | 2.  | 7 maja 2000          | Monachium                  | Ceglana         | Maks Mirny            | David Adams John-Laffnie de Jager    | 4:6, 4:6                    |
| Zwycięzca     | 3.  | 15 października 2000 | Wiedeń                     | Twarda (hala)   | Jewgienij Kafielnikow | Jiří Novák David Rikl                | 6:4, 6:4                    |
| Finalista     | 3.  | 4 marca 2001         | Dubaj                      | Twarda          | Daniel Nestor         | Joshua Eagle Sandon Stolle           | 4:6, 4:6                    |
| Finalista     | 4.  | 15 kwietnia 2001     | Estoril                    | Ceglana         | Donald Johnson        | Radek Štěpánek Michal Tabara         | 4:6, 1:6                    |
| Zwycięzca     | 4.  | 14 października 2001 | Lyon                       | Dywanowa (hala) | Daniel Nestor         | Arnaud Clément Sébastien Grosjean    | 6:1, 6:2                    |
| Zwycięzca     | 5.  | 24 lutego 2002       | Memphis                    | Twarda (hala)   | Brian MacPhie         | Bob Bryan Mike Bryan                 | 6:3, 3:6, 10–4              |
| Zwycięzca     | 6.  | 9 marca 2003         | Delray Beach               | Twarda          | Leander Paes          | Raemon Sluiter Martin Verkerk        | 7:5, 3:6, 7:5               |
| Finalista     | 5.  | 4 maja 2003          | Walencja                   | Ceglana         | Brian MacPhie         | Lucas Arnold Ker Mariano Hood        | 1:6, 7:6(7), 4:6            |
| Finalista     | 6.  | 25 maja 2003         | St. Pölten                 | Ceglana         | Sarkis Sarksjan       | Simon Aspelin Massimo Bertolini      | 4:6, 7:6(8), 3:6            |
| Zwycięzca     | 7.  | 26 października 2003 | Petersburg                 | Twarda (hala)   | Julian Knowle         | Michael Kohlmann Rainer Schüttler    | 7:6(1), 6:3                 |
| Zwycięzca     | 8.  | 25 kwietnia 2004     | Monte Carlo                | Ceglana         | Tim Henman            | Gastón Etlis Martín Rodríguez        | 7:5, 6:2                    |
| Finalista     | 7.  | 2 maja 2004          | Monachium                  | Ceglana         | Julian Knowle         | James Blake Mark Merklein            | 2:6, 4:6                    |
| Finalista     | 8.  | 4 lipca 2004         | Wimbledon, Londyn          | Trawiasta       | Julian Knowle         | Jonas Björkman Todd Woodbridge       | 1:6, 4:6, 6:4, 4:6          |
| Zwycięzca     | 9.  | 17 kwietnia 2005     | Monte Carlo                | Ceglana         | Leander Paes          | Bob Bryan Mike Bryan                 | walkower                    |
| Zwycięzca     | 10. | 24 kwietnia 2005     | Barcelona                  | Ceglana         | Leander Paes          | Feliciano López Rafael Nadal         | 6:3, 6:3                    |
| Finalista     | 9.  | 16 października 2005 | Sztokholm                  | Twarda (hala)   | Leander Paes          | Wayne Arthurs Paul Hanley            | 3:5, 3:5                    |
| Finalista     | 10. | 23 października 2005 | Madryt                     | Twarda (hala)   | Leander Paes          | Mark Knowles Daniel Nestor           | 6:3, 3:6, 2:6               |
| Finalista     | 11. | 20 listopada 2005    | Szanghaj                   | Dywanowa (hala) | Leander Paes          | Michaël Llodra Fabrice Santoro       | 7:6(6), 3:6, 6:7(4)         |
| Zwycięzca     | 11. | 15 stycznia 2006     | Sydney                     | Twarda          | Fabrice Santoro       | František Čermák Leoš Friedl         | 6:1, 6:4                    |
| Finalista     | 12. | 23 kwietnia 2006     | Monte Carlo                | Ceglana         | Fabrice Santoro       | Jonas Björkman Maks Mirny            | 2:6, 6:7(2)                 |
| Zwycięzca     | 12. | 18 czerwca 2006      | Halle                      | Trawiasta       | Fabrice Santoro       | Michael Kohlmann Rainer Schüttler    | 6:0, 6:4                    |
| Finalista     | 13. | 9 lipca 2006         | Wimbledon, Londyn          | Trawiasta       | Fabrice Santoro       | Bob Bryan Mike Bryan                 | 3:6, 6:4, 4:6, 2:6          |
| Zwycięzca     | 13. | 15 października 2006 | Moskwa                     | Dywanowa (hala) | Fabrice Santoro       | František Čermák Jaroslav Levinský   | 6:1, 7:5                    |
| Finalista     | 14. | 5 listopada 2006     | Paryż                      | Dywanowa (hala) | Fabrice Santoro       | Arnaud Clément Michaël Llodra        | 6:7(4), 2:6                 |
| Zwycięzca     | 14. | 7 stycznia 2007      | Ad-Dauha                   | Twarda          | Michaił Jużny         | Martin Damm Leander Paes             | 6:1, 7:6(3)                 |
| Zwycięzca     | 15. | 4 marca 2007         | Dubaj                      | Twarda          | Fabrice Santoro       | Mahesh Bhupathi Radek Štěpánek       | 7:5, 6:7(3), 10–7           |
| Zwycięzca     | 16. | 13 maja 2007         | Rzym                       | Ceglana         | Fabrice Santoro       | Bob Bryan Mike Bryan                 | 6:4, 6:7(4), 10–7           |
| Finalista     | 15. | 17 czerwca 2007      | Halle                      | Trawiasta       | Fabrice Santoro       | Simon Aspelin Julian Knowle          | 4:6, 6:7(5)                 |
| Zwycięzca     | 17. | 26 sierpnia 2007     | New Haven                  | Twarda          | Mahesh Bhupathi       | Mariusz Fyrstenberg Marcin Matkowski | 6:3, 6:3                    |
| Zwycięzca     | 18. | 28 października 2007 | Petersburg                 | Dywanowa (hala) | Daniel Nestor         | Jürgen Melzer Todd Perry             | 6:1, 7:6(3)                 |
| Finalista     | 16. | 4 listopada 2007     | Paryż                      | Twarda (hala)   | Daniel Nestor         | Bob Bryan Mike Bryan                 | 3:6, 6:7(4)                 |
| Finalista     | 17. | 23 marca 2008        | Indian Wells               | Twarda          | Daniel Nestor         | Jonatan Erlich Andy Ram              | 4:6, 4:6                    |
| Finalista     | 18. | 11 maja 2008         | Rzym                       | Ceglana         | Daniel Nestor         | Bob Bryan Mike Bryan                 | 6:3, 4:6, 8–10              |
| Zwycięzca     | 19. | 18 maja 2008         | Hamburg                    | Ceglana         | Daniel Nestor         | Bob Bryan Mike Bryan                 | 6:4, 5:7, 10–8              |
| Finalista     | 19. | 8 czerwca 2008       | French Open, Paryż         | Ceglana         | Daniel Nestor         | Pablo Cuevas Luis Horna              | 2:6, 3:6                    |
| Zwycięzca     | 20. | 15 czerwca 2008      | Londyn (Queen’s)           | Trawiasta       | Daniel Nestor         | Marcelo Melo André Sá                | 6:4, 7:6(3)                 |
| Zwycięzca     | 21. | 6 lipca 2008         | Wimbledon, Londyn          | Trawiasta       | Daniel Nestor         | Jonas Björkman Kevin Ullyett         | 7:6(12), 6:7(3), 6:3, 6:3   |
| Zwycięzca     | 22. | 27 lipca 2008        | Toronto                    | Twarda          | Daniel Nestor         | Bob Bryan Mike Bryan                 | 6:2, 4:6, 10–6              |
| Zwycięzca     | 23. | 16 listopada 2008    | Szanghaj                   | Twarda (hala)   | Daniel Nestor         | Bob Bryan Mike Bryan                 | 7:6(3), 6:2                 |
| Finalista     | 20. | 11 stycznia 2009     | Ad-Dauha                   | Twarda          | Daniel Nestor         | Marc López Rafael Nadal              | 6:4, 4:6, 8–10              |
| Finalista     | 21. | 18 stycznia 2009     | Sydney                     | Twarda          | Daniel Nestor         | Bob Bryan Mike Bryan                 | 1:6, 6:7(3)                 |
| Zwycięzca     | 24. | 15 lutego 2009       | Rotterdam                  | Twarda (hala)   | Daniel Nestor         | Lukáš Dlouhý Leander Paes            | 6:2, 7:5                    |
| Zwycięzca     | 25. | 19 kwietnia 2009     | Monte Carlo                | Ceglana         | Daniel Nestor         | Bob Bryan Mike Bryan                 | 6:4, 6:1                    |
| Zwycięzca     | 26. | 26 kwietnia 2009     | Barcelona                  | Ceglana         | Daniel Nestor         | Mahesh Bhupathi Mark Knowles         | 6:3, 7:6(9)                 |
| Zwycięzca     | 27. | 3 maja 2009          | Rzym                       | Ceglana         | Daniel Nestor         | Bob Bryan Mike Bryan                 | 7:6(5), 6:3                 |
| Zwycięzca     | 28. | 17 maja 2009         | Madryt                     | Ceglana         | Daniel Nestor         | Simon Aspelin Wesley Moodie          | 6:4, 6:4                    |
| Zwycięzca     | 29. | 5 lipca 2009         | Wimbledon, Londyn          | Trawiasta       | Daniel Nestor         | Bob Bryan Mike Bryan                 | 7:6(7), 6:7(3), 7:6(3), 6:3 |
| Zwycięzca     | 30. | 23 sierpnia 2009     | Cincinnati                 | Twarda          | Daniel Nestor         | Bob Bryan Mike Bryan                 | 3:6, 7:6(2), 15–13          |
| Zwycięzca     | 31. | 8 listopada 2009     | Bazylea                    | Twarda (hala)   | Daniel Nestor         | Bob Bryan Mike Bryan                 | 6:2, 6:3                    |
| Zwycięzca     | 32. | 15 listopada 2009    | Paryż                      | Twarda (hala)   | Daniel Nestor         | Marcel Granollers Tommy Robredo      | 6:3, 6:4                    |
| Zwycięzca     | 33. | 16 stycznia 2010     | Sydney                     | Twarda          | Daniel Nestor         | Ross Hutchins Jordan Kerr            | 6:3, 7:6(5)                 |
| Finalista     | 22. | 31 stycznia 2010     | Australian Open, Melbourne | Twarda          | Daniel Nestor         | Bob Bryan Mike Bryan                 | 3:6, 7:6(5), 3:6            |
| Zwycięzca     | 34. | 14 lutego 2010       | Rotterdam                  | Twarda (hala)   | Daniel Nestor         | Simon Aspelin Paul Hanley            | 6:4, 4:6, 10–7              |
| Finalista     | 23. | 21 marca 2010        | Indian Wells               | Twarda          | Daniel Nestor         | Marc López Rafael Nadal              | 6:7(8), 3:6                 |
| Zwycięzca     | 35. | 18 kwietnia 2010     | Monte Carlo                | Ceglana         | Daniel Nestor         | Mahesh Bhupathi Maks Mirny           | 6:3, 2:0 krecz              |
| Zwycięzca     | 36. | 25 kwietnia 2010     | Barcelona                  | Ceglana         | Daniel Nestor         | Lleyton Hewitt Mark Knowles          | 4:6, 6:3, 10–6              |
| Finalista     | 24. | 16 maja 2010         | Madryt                     | Ceglana         | Daniel Nestor         | Bob Bryan Mike Bryan                 | 3:6, 4:6                    |
| Zwycięzca     | 37. | 6 czerwca 2010       | French Open, Paryż         | Ceglana         | Daniel Nestor         | Lukáš Dlouhý Leander Paes            | 7:5, 6:2                    |
| Zwycięzca     | 38. | 31 października 2010 | Wiedeń                     | Twarda (hala)   | Daniel Nestor         | Mariusz Fyrstenberg Marcin Matkowski | 7:5, 3:6, 10–5              |
| Finalista     | 25. | 7 listopada 2010     | Bazylea                    | Twarda (hala)   | Daniel Nestor         | Bob Bryan Mike Bryan                 | 3:6, 6:3, 3–10              |
| Zwycięzca     | 39. | 28 listopada 2010    | Londyn                     | Twarda (hala)   | Daniel Nestor         | Mahesh Bhupathi Maks Mirny           | 7:6(6), 6:4                 |
| Finalista     | 26. | 13 lutego 2011       | Rotterdam                  | Twarda (hala)   | Michaël Llodra        | Jürgen Melzer Philipp Petzschner     | 4:6, 6:3, 5–10              |
| Finalista     | 27. | 8 maja 2011          | Madryt                     | Ceglana         | Michaël Llodra        | Bob Bryan Mike Bryan                 | 3:6, 3:6                    |
| Zwycięzca     | 40. | 7 sierpnia 2011      | Waszyngton                 | Twarda          | Michaël Llodra        | Robert Lindstedt Horia Tecău         | 6:7(3), 7:6(6), 10–7        |
| Zwycięzca     | 41. | 14 sierpnia 2011     | Montreal                   | Twarda          | Michaël Llodra        | Bob Bryan Mike Bryan                 | 6:4, 6:7(5), 10–5           |
| Finalista     | 28. | 21 sierpnia 2011     | Cincinnati                 | Twarda          | Michaël Llodra        | Mahesh Bhupathi Leander Paes         | 6:7(4), 6:7(2)              |
| Zwycięzca     | 42. | 9 października 2011  | Pekin                      | Twarda          | Michaël Llodra        | Robert Lindstedt Horia Tecău         | 7:6(2), 7:6(4)              |
| Finalista     | 29. | 16 października 2011 | Szanghaj                   | Twarda          | Michaël Llodra        | Maks Mirny Daniel Nestor             | 6:3, 1:6, 10–12             |
| Zwycięzca     | 43. | 6 listopada 2011     | Bazylea                    | Twarda (hala)   | Michaël Llodra        | Maks Mirny Daniel Nestor             | 6:4, 7:5                    |
| Zwycięzca     | 44. | 19 lutego 2012       | Rotterdam                  | Twarda (hala)   | Michaël Llodra        | Robert Lindstedt Horia Tecău         | 4:6, 7:5, 16–14             |
| Zwycięzca     | 45. | 23 września 2012     | Petersburg                 | Twarda (hala)   | Rajeev Ram            | Lukáš Lacko Igor Zelenay             | 6:2, 4:6, 10–6              |
| Finalista     | 30. | 21 października 2012 | Sztokholm                  | Twarda (hala)   | Robert Lindstedt      | Marcelo Melo Bruno Soares            | 7:6(4), 5:7, 6–10           |
| Zwycięzca     | 46. | 28 października 2012 | Bazylea                    | Twarda (hala)   | Daniel Nestor         | Treat Huey Dominic Inglot            | 7:5, 6:7(4), 10–5           |
| Zwycięzca     | 47. | 17 lutego 2013       | Rotterdam                  | Twarda (hala)   | Robert Lindstedt      | Thiemo de Bakker Jesse Huta Galung   | 5:7, 6:3, 10–8              |
| Finalista     | 31. | 2 marca 2013         | Dubaj                      | Twarda          | Robert Lindstedt      | Mahesh Bhupathi Michaël Llodra       | 6:7(6), 6:7(6)              |
| Zwycięzca     | 48. | 21 kwietnia 2013     | Monte Carlo                | Ceglana         | Julien Benneteau      | Bob Bryan Mike Bryan                 | 4:6, 7:6(4), 14–12          |
| Zwycięzca     | 49. | 4 sierpnia 2013      | Waszyngton                 | Twarda          | Julien Benneteau      | Mardy Fish Radek Štěpánek            | 7:6(5), 7:5                 |
| Zwycięzca     | 50. | 11 stycznia 2014     | Sydney                     | Twarda          | Daniel Nestor         | Rohan Bopanna Aisam-ul-Haq Qureshi   | 7:6(3), 7:6(3)              |
| Finalista     | 32. | 1 marca 2014         | Dubaj                      | Twarda          | Daniel Nestor         | Rohan Bopanna Aisam-ul-Haq Qureshi   | 4:6, 3:6                    |
| Finalista     | 33. | 27 kwietnia 2014     | Barcelona                  | Ceglana         | Daniel Nestor         | Jesse Huta Galung Stéphane Robert    | 3:6, 3:6                    |
| Zwycięzca     | 51. | 11 maja 2014         | Madryt                     | Ceglana         | Daniel Nestor         | Bob Bryan Mike Bryan                 | 6:4, 6:2                    |
| Zwycięzca     | 52. | 18 maja 2014         | Rzym                       | Ceglana         | Daniel Nestor         | Robin Haase Feliciano López          | 6:4, 7:6(2)                 |
| Zwycięzca     | 53. | 26 października 2014 | Bazylea                    | Twarda (hala)   | Vasek Pospisil        | Marin Draganja Henri Kontinen        | 7:6(13), 1:6, 10–5          |
| Finalista     | 34. | 28 lutego 2015       | Dubaj                      | Twarda          | Aisam-ul-Haq Qureshi  | Rohan Bopanna Daniel Nestor          | 4:6, 1:6                    |
| Finalista     | 35. | 10 maja 2015         | Madryt                     | Ceglana         | Marcin Matkowski      | Rohan Bopanna Florin Mergea          | 2:6, 7:6(5), 9–11           |
| Finalista     | 36. | 21 czerwca 2015      | Londyn (Queen’s)           | Trawiasta       | Marcin Matkowski      | Pierre-Hugues Herbert Nicolas Mahut  | 2:6, 2:6                    |
| Finalista     | 37. | 23 sierpnia 2015     | Cincinnati                 | Twarda          | Marcin Matkowski      | Daniel Nestor Édouard Roger-Vasselin | 2:6, 2:6                    |
| Zwycięzca     | 54. | 12 lutego 2017       | Sofia                      | Twarda (hala)   | Viktor Troicki        | Michaił Jełgin Andriej Kuzniecow     | 6:4, 6:4                    |